# Filtración a vacío

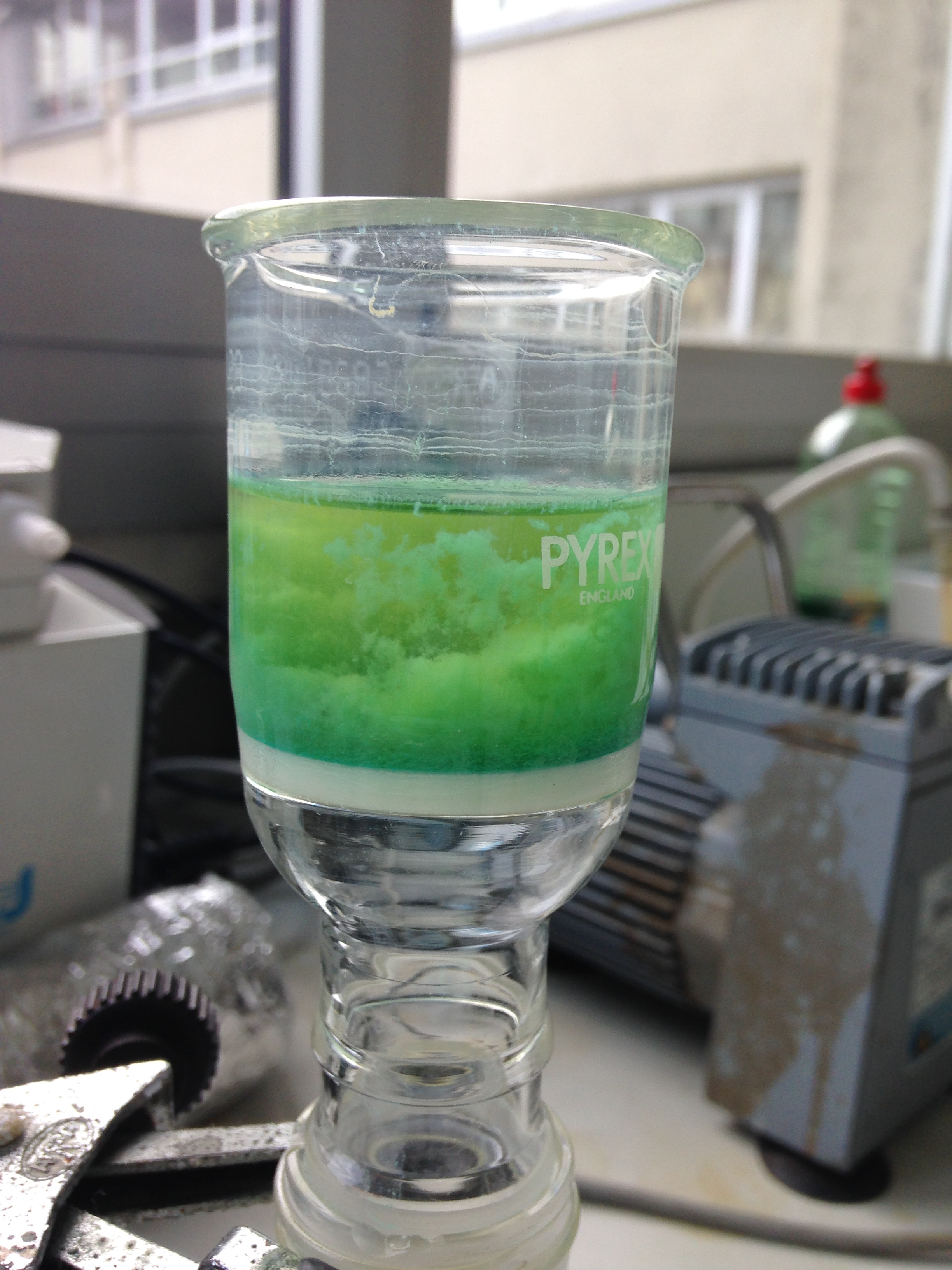
"Nube" producida durante la filtración a vacío

La filtración al vacío o filtración por succión, es una técnica de separación de mezclas sólido-líquido. La mezcla se introduce en un embudo Büchner con el papel de filtro acoplado al fondo ya que sino los agujeros serían demasiado grandes. El embudo Büchner se coloca sobre un matraz Kitasato de manera que se pueda hacer vacío en el con una corriente de agua. Desde el fondo del embudo se aplica con una bomba, un vacío que succiona la mezcla, quedando el sólido atrapado entre los poros del filtro, pero sin cubrirlos. El resto de la mezcla atraviesa el filtro y queda depositada en el fondo del recipiente. Esta técnica es más rápida que la filtración habitual por gravedad y está indicada cuando dichos procesos de filtración, si se usa solamente la fuerza de la gravedad, son muy lentos. 
Es especialmente útil cuando se quiere separar un sólido de un líquido con mucha densidad o muy compacto y lo que queremos conservar es el sólido. Un buen ejemplo en el que sería práctico usar esta técica sería en la separación del agente desecante de una disolución orgánica.